# Adelphi Theatre
L'Adelphi Theatre est une salle de spectacle de Londres. C'est un West End theatre de 1 500 places, situé sur le Strand à  Westminster, un quartier historique du centre de la ville.
Le bâtiment actuel est le quatrième bâti sur le site.
Le théâtre s'est spécialisé dans la comédie et le théâtre musical. Il reçoit aujourd'hui diverses productions, dont de nombreuses comédies musicales.
Il est classé Grade II au titre de la préservation historique, depuis le 1er décembre 1987.

## Productions notables
- My Fair Lady (25 octobre 1979 – 31 octobre 1981)
- 1981–82 D'Oyly Carte Opera Company Saison (11 novembre 1981 – 27 février 1982)
- The American Dream Machine (20 octobre 1982 – 1 décembre 1982)
- Marilyn! the Musical (17 mars 1983 – 30 July 1983)
- Poppy (12 novembre 1983 – 4 février 1984)
- Lena Horne – The Lady and Her Music (6 août 1984 – 29 septembre 1984)
- The Jungle Book (4 décembre 1984 – 12 janvier 1985)
- Me and My Girl (12 février 1985 – 16 janvier 1993)
- Sunset Boulevard (12 July 1993 – Avril 1997)
- Damn Yankees (4 juin 1997 – 9 août 1997)
- Chicago (19 novembre 1997 – 22 avril 2006)
- Evita (20 juin 2006 – 26 mai 2007)
- Joseph and the Amazing Technicolor Dreamcoat (6 July 2007 – 30 mai 2009)
- Derren Brown: Enigma (15 juin 2009 – 23 July 2009)
- The Rat Pack: Live from Las Vegas (24 septembre 2009 – 2 janvier 2010)
- Love Never Dies (9 mars 2010 – 27 août 2011)
- One Man, Two Guvnors (21 novembre 2011 – 25 février 2012)
- Sweeney Todd: The Demon Barber of Fleet Street (10 mars 2012 – 22 septembre 2012)
- The Bodyguard (6 novembre 2012 – 29 août 2014)[2]
- Made in Dagenham (5 novembre 2014 – 11 avril 2015)[3],[4]
- Kinky Boots (21 août 2015 – 12 janvier 2019)[5],[6]
- Bumblescratch (4 septembre 2016)[7]
- Waitress (6 mars 2019 – 16 mars 2020)
- Back to the Future: The Musical (Depuis le 20 août 2021)